# Chiara Bosatta
Dina Bosatta, F.S.M.P., řeholním jménem Chiara (27. května 1858, Pianello del Lario – 20. dubna 1887, tamtéž) byla italská římskokatolická řeholnice, spoluzakladatelka a členka kongregace Dcer Panny Marie Boží Prozřetelnosti. Katolická církev ji uctívá jako blahoslavenou.

## Život
Narodila se dne 27. května 1858 v obci Pianello del Lario jako poslední z jedenácti dětí rodičům Comu Alessandrovi Bosattovi a Rose Mazzocchi. Její otec pracoval jako výrobce hedvábí a zemřel v roce 1861, když byla ještě batole. Jednou z jejích sester byla Marcellina.
Ve třinácti letech, v roce 1871, studovala u Dcer lásky v Gravedoně. V této době také nastoupila do práce jako školnice. Rozhodla se pro zasvěcený život, pročež vstoupila do noviciátu Dcer lásky, u kterých studovala. V kongregaci byla v letech 1871–1878. Kongregaci však poté opustila, protože se neztotožňovala s částí jejího charismatu. Vrátila se domů, než spolu se svoji sestrou Marcellinou připojila ke zbožného spolku Dcer Panny Marie, který založil farář Carlo Copponi. Její sestra Marcellina se později stala jeho představenou. Obě také pracovaly v hospici, kde se staraly o zanedbané děti a starší lidi a také se věnovaly výuce dětí.
Ve spolupráci se svoji sestrou Marcellinou a se sv. Luigim Guanellem se podílela na založení nové ženské řeholní kongregace Dcer Panny Marie Boží Prozřetelnosti. Přijala řeholní jméno Chiara a dne 27. října 1878 v nové kongregaci složila své řeholní sliby.

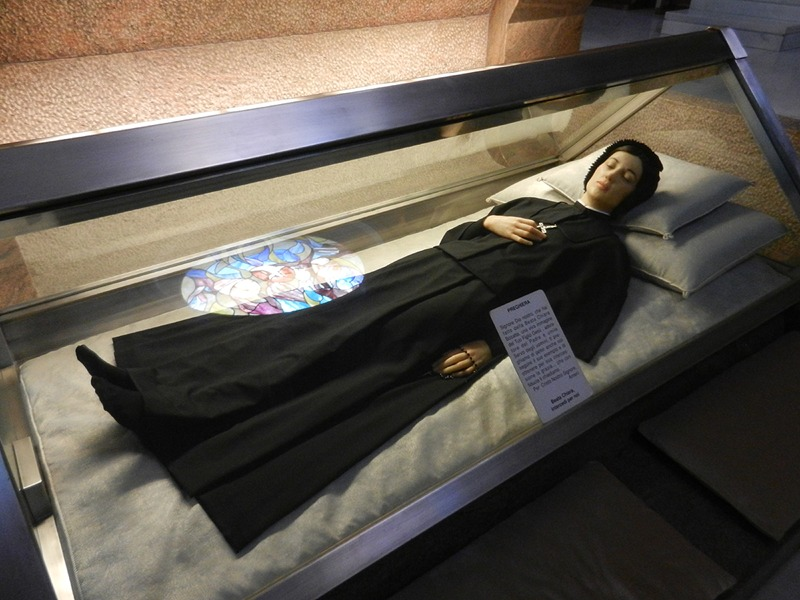
Její hrobka ve svatyni Nejsvětějšího Srdce v Comu

Při péči o chudé se nakazila tuberkulózou, se kterou se potýkala až do konce svého života. Zemřela na ni dne 20. dubna 1887 ve své rodné obci, kam se vrátila v naději, že ji zdejší klima prospěje v její nemoci. Její tělo je uchováváno ve svatyni Nejsvětějšího Srdce v Comu.

## Úcta
Dne 1. září 1988 ji papež sv. Jan Pavel II. podepsáním dekretu o jeho hrdinských ctnostech prohlásil za ctihodnou. Dne 22. ledna 1991 byl uznán zázrak na její přímluvu, potřebný pro její blahořečení.
Blahořečena pak byla dne 21. dubna 1991 na Svatopetrském náměstí papežem sv. Janem Pavlem II.
Její památka je připomínána 20. dubna. Bývá zobrazována v řeholním oděvu. Je patronkou jí spoluzaložené kongregace.